# Tryphon obtusator
Tryphon obtusator är en stekelart som först beskrevs av Carl Peter Thunberg 1822.  Tryphon obtusator ingår i släktet Tryphon och familjen brokparasitsteklar. Arten är reproducerande i Sverige. Inga underarter finns listade i Catalogue of Life.